# Дмитриев, Пётр Андреевич
Пётр Андре́евич Дми́триев (род. 12 сентября 1928, д. Ивановка, ныне Кыштовского района, Новосибирская область — 1998, Санкт-Петербург) — советский и российский лингвист-славист, доктор филологических наук (1972), профессор кафедры славянской филологии Санкт-Петербургского университета, заслуженный деятель науки Российской Федерации (1994)

## Биография
П. А. Дмитриев родился в Ленинграде в 1928 году.
В 1947 году поступил на филологический факультет Ленинградского государственного университета, на кафедру славянской филологии.
После окончания университета, в 1955 году получил степень кандидата филологических наук (диссертация «Сложноподчиненное предложение с определительным придаточным в современном сербохорватском литературном языке»), становится доцентом. Временно был заместителем декана по учебной работе, с 1964 года заведовал кафедрой славянской филологии. В 1972 году защитил докторскую диссертацию «Типология сложных предложений с присубстантивно-относительными придаточными: на материале сербохорватского и других славянских языков». 
Предметом научного исследования П. А. Дмитриева было изучение южнославянских языков, в основном — Сербохорватского языка. Много внимания уделялось деятельности сербского филолога, историка, фольклориста Вука Караджича. Тогда же становится председателем общественного редакционного совета государственного университета (РИСО).
Вместе с коллегой, профессором Г. И. Сафроновым регулярно формировал межвузовские сборники, включавшие статьи и исследования по славянской филологии, обширную информацию о разнообразной работе родственных кафедр, защитах кандидатских и докторских диссертаций.

## Награды[3]
- Медаль «В память 250-летия Ленинграда» (1957);
- Памятный знак «За заслуги перед Гданьской землёй» (Польша, 1974);
- РСФСР «Победитель социалистического образования» (1975, 1977, 1978, 1979);
- «100 лет освобождения Болгарии от османского ига» (Болгария 1978);
- Знак «Ударник 10-й пятилетки» (1981);
- Орден «Кирилл и Мефодий» 1-й степени (Болгария, 1981);
- «1300 лет Болгарии» (Болгария, 1982);
- Медаль «Ветеран труда» (1985);
- Орден Дружбы народов (1986);
- «Югославское знамя с золотым венком» (Югославия, 1992);
- Заслуженный деятель науки Российской Федерации (29 декабря 1994) — за заслуги в научной деятельности
- Русской православной церкви «Святой благоверный князь Даниил Московский» 3-й степени (1996).